# Cypella curuzupensis
Cypella curuzupensis är en irisväxtart som beskrevs av Pierfelice Ravenna. Cypella curuzupensis ingår i släktet Cypella, och familjen irisväxter.
Artens utbredningsområde är Paraguay. Inga underarter finns listade i Catalogue of Life.